# Лисобей, Ярослав Игоревич
Лисобей Ярослав Игоревич (укр. Лiсобей Ярослав Ігорович ; род. 24 января 1988) — общественный и политический деятель самопровозглашённой Донецкой Народной Республики. Депутат Народного Совета Донецкой Народной Республики второго созыва.

## Биография
Родился 24 января 1988 года. Учился в Лицее № 22 «Лидер».
Инвалид-колясочник. Председатель донецкой организации инвалидов «Новая жизнь», созданной им и Павлом Масленниковым в 2014 году. Организатор конкурса среди девушек-инвалидов «Особая красавица».
В 2016 году принял участие в международном хэндбайк-пробеге «Волгоград-Камышин», посвящённом столетию со дня рождения советского лётчика Алексея Маресьева.
В 2018 году от общественного движения «Донецкая республика» стал депутатом Народного Совета Донецкой Народной Республики. Член комитета Народного Совета по социальной и жилищной политике.
После вторжения России на Украину, 8 апреля 2022 года, за «действия и политику, которые подрывают территориальную целостность, суверенитет и независимость Украины, и еще больше дестабилизируют Украину» внесён в санкционный список стран Евросоюза. Позднее, по аналогичным основаниям, попал под санкции Швейцарии, Великобритании, Канады, Украины и Японии.